# Suena

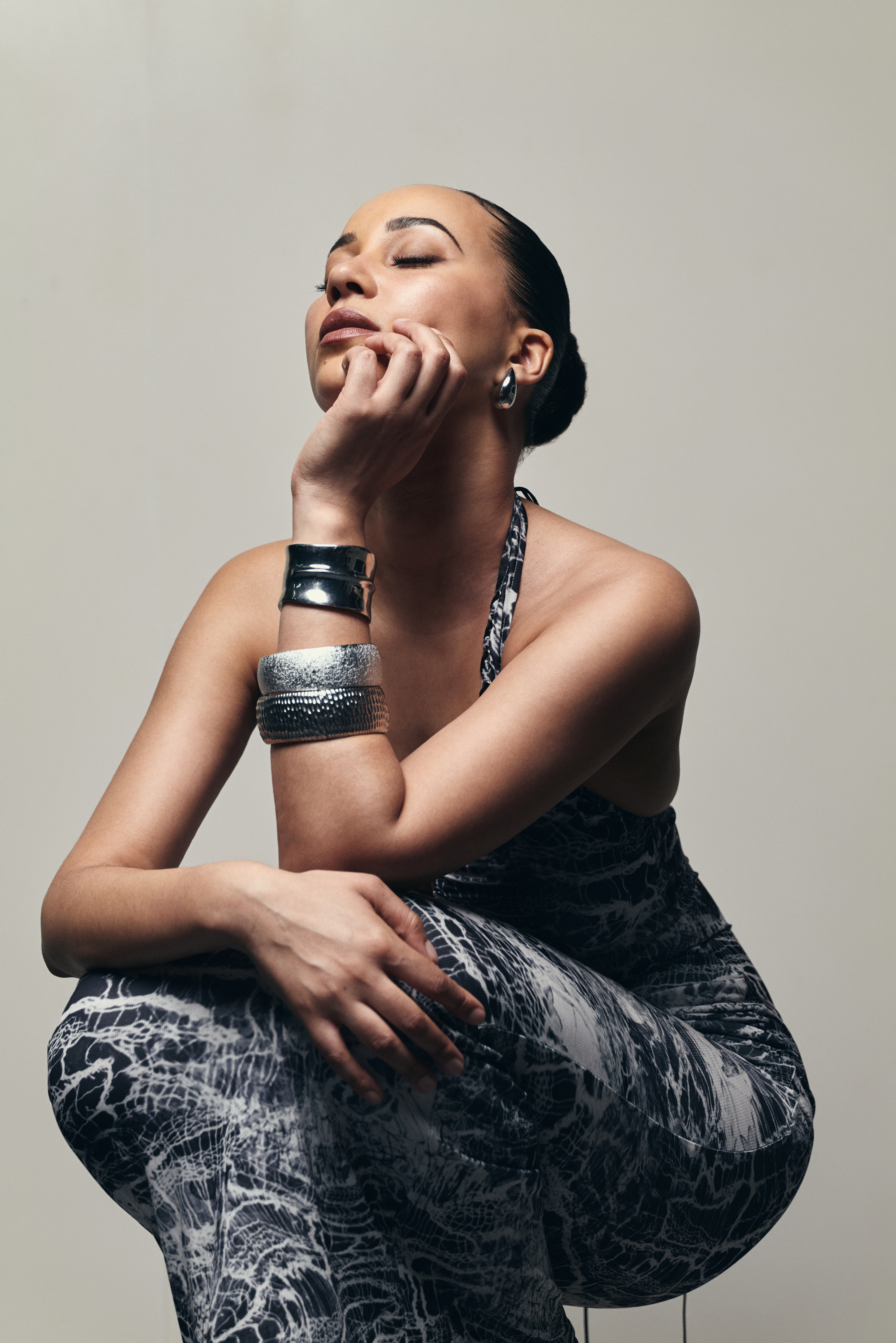
Suena (2024)

Suena (* 4. August 1992 als Jennifer Atswei-Akpor Allendörfer in Groß-Gerau) ist eine deutsche Musikproduzentin, Multiinstrumentalistin und Liedtexterin.
Suena hat 2019 vor allem im Bereich Hip-Hop gearbeitet, mit Künstlern wie Apache 207, KMN Gang, Prinz Pi oder Capital Bra. Sie tritt primär in Kooperation mit dem Produzenten Lucry in Erscheinung, im Kollektiv wurden sie bereits mit Gold, Platin und Diamant ausgezeichnet.

## Werdegang
Suena nahm von ihrem neunten bis einundzwanzigsten Lebensjahr klassischen Klavierunterricht und lernte außerdem Violine, Querflöte und Gitarre. Mit 22 Jahren begann sie, Popular Music Design mit Schwerpunkt Musikproduktion an der Popakademie Baden-Württemberg zu studieren. 2018 zog sie nach Berlin, wo sie während einer Studiosession Lucry kennenlernte. 2020 wurde der von Lucry und Suena produzierte Song Roller von Apache 207 mit dem Musikautorenpreis für das erfolgreichste Werk des Jahres 2019 und 2020 ausgezeichnet. Das Stück erhielt für eine Million verkaufte Einheiten eine Diamantene Schallplatte in Deutschland und zählt zu den meistverkauften Singles des Landes.
Gemeinsam mit Lucry gewann sie 2022 den Musikautor*innenpreis der GEMA in der Kategorie Hip-Hop.

## Diskografie

### Singles
| Jahr | Titel Album     | Höchstplatzierung, Gesamtwochen, AuszeichnungChartplatzierungen (Jahr, Titel, Album, Platzierungen, Wochen, Auszeichnungen, Anmerkungen) | Höchstplatzierung, Gesamtwochen, AuszeichnungChartplatzierungen (Jahr, Titel, Album, Platzierungen, Wochen, Auszeichnungen, Anmerkungen) | Höchstplatzierung, Gesamtwochen, AuszeichnungChartplatzierungen (Jahr, Titel, Album, Platzierungen, Wochen, Auszeichnungen, Anmerkungen) | Anmerkungen                                                                |
| Jahr | Titel Album     | DE | AT | CH | Anmerkungen                                                                |
| ---- | --------------- | --- | --- | --- | -------------------------------------------------------------------------- |
| 2022 | Musik –         | DE26 (2 Wo.)DE | AT44 (1 Wo.)AT | CH39 (1 Wo.)CH | Erstveröffentlichung: 15. September 2022 mit Capital Bra & Lucry           |
| 2022 | 0Uhr26 –        | DE18 (2 Wo.)DE | AT28 (1 Wo.)AT | CH40 (1 Wo.)CH | Erstveröffentlichung: 13. Oktober 2022 mit Capital Bra & Lucry             |
| 2023 | Rosa Rugosa –   | DE75 (1 Wo.)DE | — | — | Erstveröffentlichung: 21. Juli 2023 mit 01099, Blumengarten & Lucry        |
| 2023 | Kaltes Berlin – | — | — | — | Erstveröffentlichung: 17. November 2023 mit Herbert Grönemeyer & Lucry     |
| 2024 | Really –        | DE39 (1 Wo.)DE | AT50 (1 Wo.)AT | CH69 (1 Wo.)CH | Erstveröffentlichung: 15. März 2024 mit Lucry feat. Bonez MC & Young Dolph |

### Autorenbeteiligungen und Produktionen
Suena als Autorin (A) und Produzentin (P) in den Charts

| Jahr | Titel Album               | Höchstplatzierung, Gesamtwochen, AuszeichnungChartplatzierungen (Jahr, Titel, Album, Platzierungen, Wochen, Auszeichnungen, Anmerkungen) | Höchstplatzierung, Gesamtwochen, AuszeichnungChartplatzierungen (Jahr, Titel, Album, Platzierungen, Wochen, Auszeichnungen, Anmerkungen) | Höchstplatzierung, Gesamtwochen, AuszeichnungChartplatzierungen (Jahr, Titel, Album, Platzierungen, Wochen, Auszeichnungen, Anmerkungen) | Anmerkungen                                                                            |
| Jahr | Titel Album               | DE | AT | CH | Anmerkungen                                                                            |
| --- | ------------------------- | --- | --- | --- | -------------------------------------------------------------------------------------- |
| 2019 | Roller A, P Platte        | DE1 ×9Neunfachgold · (224 Wo.)DE | AT2 ×5Fünffachplatin · (98 Wo.)AT | CH4 ×3Dreifachplatin · (74 Wo.)CH | Erstveröffentlichung: 23. August 2019 Verkäufe: + 2.010.000 Interpretation: Apache 207 |
| 2020 | Fame A, P Treppenhaus     | DE1 ×3Dreifachgold · (29 Wo.)DE | AT1 Platin · (17 Wo.)AT | CH1 Platin · (13 Wo.)CH | Erstveröffentlichung: 8. Mai 2020 Verkäufe: + 650.000 Interpretation: Apache 207       |
| 2020 | Emotions 2.0 A –          | DE— aDE | AT— aAT | CH— aCH | Erstveröffentlichung: 12. Juni 2020 Ufo361 feat. Céline                                |
| 2020 | Blue Jeans A, P Instinkt  | DE39 (2 Wo.)DE | — | — | Erstveröffentlichung: 24. Juli 2020 Interpretation: Céline                             |
| 2020 | Xhep A, P Fast Life 2     | DE30 (2 Wo.)DE | AT36 (1 Wo.)AT | CH25 (2 Wo.)CH | Erstveröffentlichung: 7. August 2020 Interpretation: Azet & Albi                       |
| 2020 | Zu Besuch A, P Instinkt   | DE52 (1 Wo.)DE | — | — | Erstveröffentlichung: 4. September 2020 Interpretation: Céline                         |
| Folgende Lieder erschienen nicht als Single, wurden aber durch das Album zum Download und Streaming bereitgestellt und konnten somit eine Platzierung erlangen: |                           | | | |                                                                                        |
| |                           | | | |                                                                                        |
| 2020 | Sie ruft A, P Treppenhaus | DE1 Gold · (9 Wo.)DE | AT5 (6 Wo.)AT | CH7 (5 Wo.)CH | Charteinstieg: 7. August 2020 Verkäufe: + 200.000 Interpretation: Apache 207           |

Weitere Autorenbeteiligungen und Produktionen
- 2019: Puerto Rico (Fero47)
- 2019: Nenene (Fero47)
- 2019: Intro Résumé (Miami Yacine)
- 2019–2020: AP1 bis AP3 (EP-Reihe, Nash)
- 2020: Mit Abstand (Prinz Porno)
- 2020: Wahre Legenden (Prinz Pi)
- 2020: Kalinka (Slavik)
- 2020: Matrix (Apache 207)
- 2020: Fame (Apache 207)
- 2020: Queen (Yung Kafa & Kücük Efendi)
- 2020: BaeBae (Samra)
- 2020: Sin City (Azet & Albi)
- 2020: Zwei (Azet & Albi)
- 2020: Woanders (Chapo102)
- 2020: Zeit ist Geld (Kasimir1441)
- 2020: Link Up (Ezhel feat. Kelvyn Colt)
- 2021: Lamborghini Doors (Piano Version) (Apache 207)
- 2022: Glücklich (01099 feat. Cro)
- 2023: Weihnachtslied 2023 (01099)
- 2024: Weihnachtslied 2024 (01099)
- 2025: 104 (Céline)
- 2025: Karussell (Céline)

## Auszeichnungen
- 2020, 2021 und 2022: Deutscher Musikautor*innenpreis in der Kategorie Komposition Hip-Hop[7][8]